# Saharsa
Saharsa è una suddivisione dell'India, classificata come municipality, di 124.015 abitanti, capoluogo del distretto di Saharsa e della divisione di Kosi, nello stato federato del Bihar. In base al numero di abitanti la città rientra nella classe I (da 100.000 persone in su). Fu eretta a municipalità nel 1961

## Geografia fisica
La città è situata a 25° 52' 60 N e 86° 35' 60 E e ha un'altitudine di 40 m s.l.m..

## Società

### Evoluzione demografica
Al censimento del 2001 la popolazione di Saharsa assommava a 124.015 persone, delle quali 67.010 maschi e 57.005 femmine. I bambini di età inferiore o uguale ai sei anni assommavano a 20.837, dei quali 10.747 maschi e 10.090 femmine. Infine, coloro che erano in grado di saper almeno leggere e scrivere erano 72.151, dei quali 44.504 maschi e 27.647 femmine..